# Aceleración relativa
La aceleración relativa hace referencia a la que presenta una partícula con respecto a un sistema de referencia (xyz), llamado referencial relativo o móvil por estar en movimiento con respecto a otro sistema de referencia (XYZ) considerado como referencial absoluto o fijo.
El movimiento de un referencial respecto al otro puede ser una traslación, una rotación o una combinación de ambas (movimiento rototraslatorio).

## Caso general
La aceleración {\displaystyle \mathbf {a} _{\text{F}}\,} de una partícula en un referencial fijo o absoluto y su aceleración {\displaystyle \mathbf {a} _{\text{M}}\,} en un referencial móvil o relativo están relacionadas mediante la expresión:

(1){\displaystyle \mathbf {a} _{\text{F}}=\mathbf {a} _{\text{M}}\ +\mathbf {a} _{\text{o}}\ +{\dot {\boldsymbol {\omega }}}\mathbf {r} \ +{\boldsymbol {\omega }}\times ({\boldsymbol {\omega }}\times \mathbf {r} )\ +2{\boldsymbol {\omega }}\times \mathbf {v} _{\text{M}}}

siendo:
{\displaystyle \mathbf {a} _{\text{F}}\,} la aceleración de la partícula en el referencial fijo (aceleración absoluta).
{\displaystyle \mathbf {a} _{\text{M}}\,} la aceleración de la partícula en el referencial móvil (aceleración relativa),
{\displaystyle \mathbf {v} _{\text{M}}\,} la velocidad de la partícula en el referencial móvil (velocidad relativa),
{\displaystyle \mathbf {a} _{\text{o}}\,} la aceleración del origen del referencial móvil en el referencial fijo (arrastre de traslación),
{\displaystyle {\dot {\boldsymbol {\omega }}}\times \mathbf {r} \;} la aceleración tangencial (arrastre de rotación),
{\displaystyle {\boldsymbol {\omega }}\times ({\boldsymbol {\omega }}\times \mathbf {r} )\,} la aceleración normal o centrípeta (arrastre de rotación),
{\displaystyle 2{\boldsymbol {\omega }}\times \mathbf {v} _{\text{M}}\,} la aceleración complementaria o aceleración de Coriolis.
Si la partícula se encuentra en reposo en el referencial móvil, esto es, si {\displaystyle \mathbf {v} _{\text{M}}=0\,} y {\displaystyle \mathbf {a} _{\text{M}}=0\,}, su aceleración en el referencial fijo es la aceleración de arrastre, que viene dada por

{\displaystyle \mathbf {a} _{\text{arr}}=\mathbf {a} _{\text{o}}\ +{\dot {\boldsymbol {\omega }}}\times \mathbf {r} \ +{\boldsymbol {\omega }}\times ({\boldsymbol {\omega }}\times \mathbf {r} )}

que coincide con la aceleración correspondiente un punto de un sólido rígido en movimiento.
Podemos expresar la aceleración de la partícula en el referencial fijo en la forma

{\displaystyle \mathbf {a} _{\text{F}}=\mathbf {a} _{\text{M}}\ +\mathbf {a} _{\text{arr}}\ +\mathbf {a} _{\text{C}}}

En el caso de que haya solo traslación
La aceleración de una partícula en un referencial fijo o absoluto {\displaystyle \mathbf {a} _{\text{F}}\,} y en un referencial móvil o relativo, {\displaystyle \mathbf {a} _{\text{M}}\,}, están relacionadas mediante la expresión:

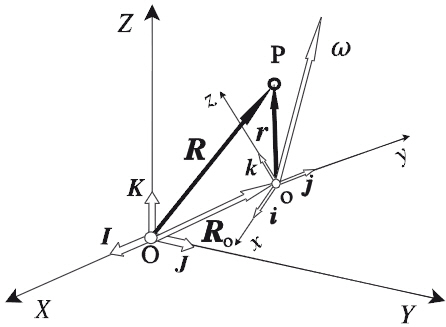
Sistema de referencia fijo o absoluto (XYZ) y sistema de referencia móvil o relativo (xyz) en movimiento general (rototraslatorio) respecto al referencial absoluto.

{\displaystyle \mathbf {a} _{\text{F}}=\mathbf {a} _{\text{M}}\ +\mathbf {a} _{\text{o}}}

En el caso de que haya solo rotación
La aceleración de una partícula en un referencial fijo o absoluto {\displaystyle \mathbf {a} _{\text{F}}\,} y en un referencial móvil o relativo, {\displaystyle \mathbf {a} _{\text{M}}\,}, están relacionadas mediante la expresión:

{\displaystyle \mathbf {a} _{\text{F}}=\mathbf {a} _{\text{M}}\ +{\dot {\boldsymbol {\omega }}}\times \mathbf {r} \ +{\boldsymbol {\omega }}\times ({\boldsymbol {\omega }}\times \mathbf {r} )\ +2{\boldsymbol {\omega }}\times \mathbf {v} _{\text{M}}}